# Sito attivo
Il sito attivo (o centro attivo) di un catalizzatore o di un enzima è la porzione di molecola direttamente implicata nel processo di catalisi e nella formazione dei legami con i reagenti.

## Siti attivi di un catalizzatore
Col termine "siti attivi" si indicano in generale delle particolari zone della struttura di un catalizzatore che sono attivamente implicate nel processo di catalisi in fase solida.
All'aumentare del numero di siti attivi (ovvero della superficie esposta ai reagenti) di un catalizzatore aumenta l'attività catalitica del catalizzatore stesso.
Esempi di siti attivi sono i gruppi -OH presenti nella silice e le vacanze all'interno dei cristalli.

## Siti attivi di un enzima
La struttura e le proprietà chimiche del sito attivo di un enzima permettono il riconoscimento e il legame col substrato specifico.
Normalmente il sito attivo rappresenta una piccola "tasca" posta sulla superficie dell'enzima che contiene i residui (caratterizzati da una certa carica, idrofobicità e impedimento sterico) responsabili della specificità e i residui catalitici, i quali spesso agiscono da accettori o donatori di protoni o sono implicati nel legame con un cofattore quale il piridossale, la tiamina o il NAD. Il sito attivo è anche il punto su cui agiscono gli inibitori enzimatici.

### Azione
I substrati si legano al sito attivo dell'enzima tramite legami idrogeno, interazioni idrofobiche, legami covalenti temporanei o una combinazione di questi legami. I residui del sito attivo agiscono da donatori o accettori di protoni o altri gruppi presenti sul substrato favorendo la reazione. In questo modo il sito attivo modifica il meccanismo di reazione conducendo a un percorso al quale è associato minore energia di attivazione. Il prodotto legato al sito attivo è solitamente instabile a causa dell'impedimento sterico e quindi tende a essere liberato ricostituendo in tal modo l'enzima originario.
Sono stati proposti due modelli su come il sito attivo dell'enzima possa adattarsi al suo specifico substrato: il modello della chiave-serratura e l'ipotesi dell'adattamento indotto.

### Modello chiave-serratura
Il primo modello a essere stato messo a punto per spiegare la specificità degli enzimi è quello suggerito da Hermann Emil Fischer nel 1894, secondo il quale l'enzima e il substrato possiedono una forma esattamente complementare che ne permette un incastro perfetto. Tale modello è spesso definito come chiave-serratura. Tale modello esplica bene la specificità del sito attivo dell'enzima nei confronti del substrato, ma è decisamente meno affidabile nello spiegare la stabilizzazione dello stato di transizione che l'enzima raggiunge durante il legame con il substrato.

### Ipotesi dell'adattamento indotto
Studi recenti hanno notato che il sito attivo è modellabile, cioè ha la capacità di adattarsi al substrato, modificando la conformazione dell'enzima. Si è ipotizzato, inoltre, che questa capacità di adattarsi faciliti le reazioni, modificando le molecole reagenti.

Schema dell'ipotesi dell'adattamento indotto tra substrato ed enzima